# Andover (New Hampshire)
Andover ist eine Town im Merrimack County von New Hampshire in den USA. Es hieß ursprünglich New Breton, möglicherweise nach der Eroberung von Cape Breton im Jahre 1745. Die meisten der ursprünglichen Landeigentümer hatten daran teilgenommen. Der Regimentsarzt war ein Studienkollege des Gründers der Phillips Andover Academy in Massachusetts, die 1779 fertiggestellt wurde. Im gleichen Jahr wurde New Breton in Andover umbenannt. Andere Namen für Andover waren Brownstown, Emerytown und Emerisstown. Das U.S. Census Bureau hat bei der Volkszählung 2020 eine Einwohnerzahl von 2.406 ermittelt.

## Geographie
Andover liegt südlich des Ragged Mountains und westlich des Merrimack River westlich der „Lakes Region“ von New Hampshire. Es grenzt an Danbury, Hill, Franklin, Salisbury, Warner und Wilmot. Der Blackwater River fließt durch Andover nach Osten zum Merrimack. Im Südwesten steigt das Gelände zum Mount Kearsarge.

### Gemeindegliederung
Zu Andover gehören Cilleyville, East Andover, Potter Place, West Andover und Halcyon Station. Letzteres war der Name des Bahnhofes East Andover, nachdem infolge eines Zugunglückes ein Teil der Bahnhöfe entlang der Strecke umbenannt wurden.

#### Potter Place
Der Name geht auf den Magier Richard Potter zurück, der hier lebte. Potter Place war einst der größte Ort in Andover, dessen Bahnhof auch Reisende aus New London und Wilmot bediente. Der Bahnhof steht im Verzeichnis der Historischen Stätten und ist ein historisches Museum.

## Geschichte
Erste Siedler kamen im Jahre 1715. Die Siedlungskonzession datiert auf 1746. Siedler unter dieser Konzession kamen ab 1761. Die Besiedlung ging langsam vonstatten. 1779 wurde Andover als selbstverwaltete Gemeinde registriert. Das Land war hügelig und zum Teil felsig und karg. Nur etwa ein Drittel eignete sich zur Kultivierung. Der Blackwater River eignete sich zur Einrichtung von Mühlen. Eine Beschreibung von 1859 erwähnt zwei Ortschaften, Andover und East Andover, das vor der Gründung Franklins unter Einbeziehung eines Teils von Andover der Hauptort war, drei Kirchen, dreizehn Schulbezirke, drei Postämter, das dritte neben den erwähnten Orten in West Andover, zwei Korn- und sechs Sägemühlen. 1875 war das Postamt in Potter Place hinzugekommen. Neben der Landwirtschaft bezog Andover weiteres Einkommen aus der Produktion von Papier, Holz, Mahlerzeugnissen, sowie Woll- und Baumwollwebereien. Tourismus trug ebenfalls zu Wirtschaft bei. Von der Bahn brachten Kutschen Gäste zum Winthrop oder Kearsarge House am zu letzterem gleichnamigen Berg.
Im Jahre 1822 bekam Andover eine Universität, die sechs Jahre später schloss und 1848 neuorganisiert wieder öffnete, die spätere Proctor Academy. Die Bahnstrecke Concord–White River Junction, die durch Andover führte, wurde 1847 mit vier Bahnhöfen eröffnet. Der Personenverkehr auf dieser Linie wurde 1965, der Güterverkehr nach 1970 eingestellt. Nach 2000 wurde auf der Trasse der Bahn der Northern Rail Trail von Boscawen nach Lebanon angelegt.

### Bevölkerungsentwicklung
| Jahr      |      |      |      |      | 1773 | 1775 | 1783 | 1786 | 1790 | 1800 |
| --------- | ---- | ---- | ---- | ---- | ---- | ---- | ---- | ---- | ---- | ---- |
| Einwohner |      |      |      |      | 135  | 179  | 341  | 410  | 645  | 1133 |
| Jahr      | 1810 | 1820 | 1830 | 1840 | 1850 | 1860 | 1870 | 1880 | 1890 | 1900 |
| Einwohner | 1259 | 1642 | 1324 | 1168 | 1220 | 1243 | 1206 | 1204 | 1090 | 1179 |
| Jahr      | 1910 | 1920 | 1930 | 1940 | 1950 | 1960 | 1970 | 1980 | 1990 | 2000 |
| Einwohner | 1201 | 1121 | 1031 | 1108 | 1057 | 955  | 1138 | 1587 | 1880 | 2114 |
| Jahr      | 2010 | 2020 | 2030 | 2040 | 2050 | 2060 | 2070 | 2080 | 2090 | 3000 |
| Einwohner | 2371 | 2406 |      |      |      |      |      |      |      |      |

## Infrastruktur und Öffentliche Einrichtungen
In Andover gibt es eine Grundschule, die weiterführenden Schulen gehören zum Merrimack Regional Schulverbund. Die Proctor Academy ist eine Privatschule und zugleich der größte Arbeitgeber in Andover. Es gibt zwei Bibliotheken, neben der Andover Public Library die William Bachelder Library. Das Andover Police Department besteht aus Chief, drei Patrol Officer und einer Verwaltungsassistentin. Die Feuerwehr wird von Freiwilligen besetzt, die medizinische Notversorgung vertraglich vergeben. Die nächstgelegenen Krankenhäuser sind in New London und in Franklin. Die Wasserversorgung erfolgt durch den Andover Village District, die Abwasserentsorgung mittels haushaltseigener Abwassertanks. Die Teilnahme an einem Recyclingprogramm ist freiwillig.

### Verkehr
Durch Andover führen die US4 und die Staatsstraßen NH 4A und NH 11. Der nächstgelegene Flugplatz ist der Newfound Valley Airport in Bristol mit asphaltierter Landebahn, der nächstgelegene Flugplatz im Linienverkehr der Manchester-Boston Regional Airport.

## Sehenswürdigkeiten
- Potter Place Railroad Station, Museum der Andover Historical Society
- Tucker Mountain Schoolhouse (Schulgebäude von 1837, steht im National Register of Historic Places)

## Persönlichkeiten
- Nahum J. Bachelder (1854–1934), Politiker und Gouverneur von New Hampshire
- Richard Potter (1783–1835), Magier, Bauchredner und amerikanische Berühmtheit afrikanischer Abstammung
- Justin Freeman (* 1976), Skilangläufer
- Jed Hinkley (* 1981), Skisportler

## Anmerkung
1. ↑  East Andover (später Halcyon St.), Andover, Potter Place und West Andover (später Gale St.)